# Frank Viola
Frank Viola é um ex-jogador profissional de beisebol norte-americano.

## Carreira
Frank Viola foi campeão da World Series 1987 jogando pelo Minnesota Twins. Na série de partidas decisiva, sua equipe venceu o St. Louis Cardinals por 4 jogos a 3.